# Psammétique III
Pour les articles homonymes, voir Psammétique.
Psammétique III est le dernier pharaon de l'Égypte indépendante avant la première conquête perse, régnant de 526 à 525 av. J.-C.; il est le dernier souverain de la XXVIe dynastie. Manéthon l’appelle Psammenitos ou Psammecheritês et lui compte six mois de règne selon Africanus, mais Eusèbe de Césarée ne cite pas ce roi, il met à la place un Éthiopien, peut-être un simple gouverneur de la ville.

## Règne
À la fin du règne d'Ahmôsis II, presque toute l'Asie était passée aux mains des Perses achéménides. Son fils Psammétique III lui succède dans cette période troublée. Le roi achéménide Cambyse II marche sur l'Égypte avec l'assistance d'un ancien général de l'armée égyptienne, le mercenaire Phanès d'Halicarnasse, et au printemps 525 av. J.-C. l'armée perse écrase l'armée égyptienne à Péluse. Cambyse envahit ensuite le delta du Nil, continue sa progression sans rencontrer de grande résistance et prend facilement Memphis ; cette défaite entraîne la fin de l'Égypte saïte qui passe sous domination des Perses et devient une satrapie. Psammétique est capturé avec sa famille ; d'abord épargné, il est ensuite impliqué dans un complot et exécuté.
Cambyse II inaugure la XXVIIe dynastie en se faisant instaurer pharaon par le clergé de Saïs.

## Généalogie

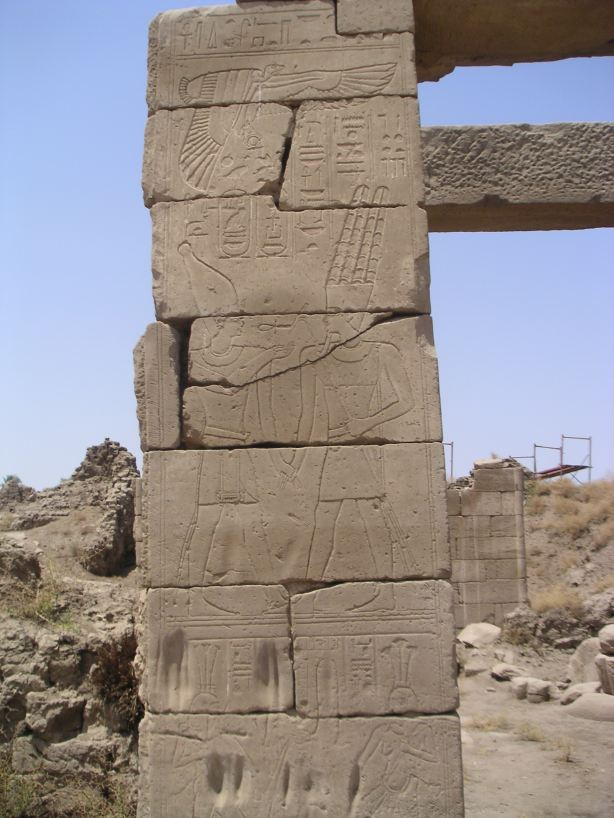
Relief représentant Psammétique III en offrande devant Amon de Karnak

On connaît un peu mieux la généalogie de Psammétique III grâce à une stèle qu'il déposa dans le sérapéum de Saqqarah à l'occasion de l'enterrement d'un des taureaux Apis mort sous le règne de son père.
Prince héritier, il participa aux rites funéraires du taureau sacré et pour cette raison eut le droit de déposer une dédicace dans le caveau de l'animal sacré aménagé dans ces catacombes.
Dans ce texte, qui fait partie d'un genre biographique assez répandu à cette époque, il précise le nom de sa mère et de son grand-père.